# Primera División de España 1986-87
El Campeonato Nacional de liga de Primera División de fútbol de la temporada 1986/87 (56.ª edición) se desarrolló con una fase final y fue conocida como la "liga del play-off". Los seis primeros clasificados en las 34 jornadas habituales jugaron una nueva ronda de liguilla a doble partido entre ellos, manteniendo la puntuación de la liga regular. Estos seis primeros disputaron el título. Los clasificados entre los puestos séptimo y duodécimo disputaron otra liguilla para decidir sus puestos y clasificarse para la Copa de la Liga, aunque finalmente esta competición no se disputó debido a la sobrecarga en el calendario. Igualmente los seis últimos disputaron una liguilla para decidir las tres plazas iniciales de descenso. Por una decisión tomada tras la competición los tres últimos tras la segunda fase jugaron una promoción entre ellos para decidir dos plazas en Primera, pues se decidió ampliar la primera división al año siguiente a 20 equipos.
Este sistema no fue utilizado nunca más. Los resultados se muestran a continuación.

## Clubes participantes
| Equipo                                | Ciudad                     | Estadio               |
| ------------------------------------- | -------------------------- | --------------------- |
| Athletic Club                         | Bilbao                     | San Mamés             |
| Club Atlético de Madrid               | Madrid                     | Vicente Calderón      |
| Fútbol Club Barcelona                 | Barcelona                  | Camp Nou              |
| Real Betis Balompié                   | Sevilla                    | Benito Villamarín     |
| Cádiz Club de Fútbol                  | Cádiz                      | Ramón de Carranza     |
| Real Club Deportivo Español           | Barcelona                  | Sarriá                |
| Unión Deportiva Las Palmas            | Las Palmas de Gran Canaria | Insular               |
| Real Club Deportivo Mallorca          | Palma de Mallorca          | Luis Sitjar           |
| Real Murcia Club de Fútbol            | Murcia                     | La Condomina          |
| Club Atlético Osasuna                 | Pamplona                   | El Sadar              |
| Real Racing Club de Santander         | Santander                  | El Sardinero          |
| Real Madrid Club de Fútbol            | Madrid                     | Santiago Bernabéu     |
| Real Sociedad de Fútbol               | San Sebastián              | Atocha                |
| Centre d'Esports Sabadell Futbol Club | Sabadell                   | Nova Creu Alta        |
| Sevilla Fútbol Club                   | Sevilla                    | Ramón Sánchez Pizjuán |
| Real Sporting de Gijón                | Gijón                      | El Molinón            |
| Real Valladolid Deportivo             | Valladolid                 | Nuevo José Zorrilla   |
| Real Zaragoza Club Deportivo          | Zaragoza                   | La Romareda           |

## Clasificación
| Pos. | Equipo                | Pts. | PJ | G  | E  | P  | GF | GC | Dif. | Clasificación                           |
| ---- | --------------------- | ---- | -- | -- | -- | -- | -- | -- | ---- | --------------------------------------- |
| 1    | Real Madrid C. F. (C) | 66   | 44 | 27 | 12 | 5  | 84 | 37 | +47  | Clasifica a la Copa de Europa           |
| 2    | F. C. Barcelona       | 63   | 44 | 24 | 15 | 5  | 63 | 29 | +34  | Clasifica a la Copa de la UEFA          |
| 3    | R. C. D. Español      | 51   | 44 | 20 | 11 | 13 | 66 | 46 | +20  | Clasifica a la Copa de la UEFA          |
| 4    | Sporting de Gijón     | 45   | 44 | 16 | 13 | 15 | 58 | 50 | +8   | Clasifica a la Copa de la UEFA          |
| 5    | Real Zaragoza         | 44   | 44 | 15 | 14 | 15 | 46 | 47 | −1   |                                         |
| 6    | R. C. D. Mallorca     | 42   | 44 | 15 | 12 | 17 | 48 | 65 | −17  |                                         |
| 7    | Atlético de Madrid    | 47   | 44 | 18 | 11 | 15 | 58 | 54 | +4   |                                         |
| 8    | Real Sociedad         | 47   | 44 | 19 | 9  | 16 | 59 | 54 | +5   | Clasifica a la Recopa de Europa         |
| 9    | Real Betis            | 45   | 44 | 18 | 9  | 17 | 61 | 59 | +2   |                                         |
| 10   | Real Valladolid       | 41   | 44 | 15 | 11 | 18 | 42 | 45 | −3   |                                         |
| 11   | Real Murcia C. F.     | 41   | 44 | 17 | 7  | 20 | 50 | 63 | −13  |                                         |
| 12   | Sevilla F. C.         | 39   | 44 | 14 | 11 | 19 | 51 | 53 | −2   |                                         |
| 13   | Athletic Club         | 42   | 44 | 15 | 12 | 17 | 51 | 50 | +1   |                                         |
| 14   | U. D. Las Palmas      | 41   | 44 | 16 | 9  | 19 | 59 | 67 | −8   |                                         |
| 15   | C. E. Sabadell F. C.  | 38   | 44 | 12 | 14 | 18 | 38 | 59 | −21  |                                         |
| 16   | C. A. Osasuna         | 38   | 44 | 12 | 14 | 18 | 40 | 48 | −8   | Descenso a Segunda División (Planteado) |
| 17   | Racing de Santander   | 33   | 44 | 12 | 9  | 23 | 46 | 66 | −20  | Descenso a Segunda División             |
| 18   | Cádiz C. F.           | 29   | 44 | 10 | 9  | 25 | 31 | 59 | −28  | Descenso a Segunda División (Planteado) |

 Fuente: BDFutbol
Criterios de clasificación: Puntos · Diferencia de goles · Goles a favor · Play-off

### Temporada regular
| Pos. | Equipo               | Pts. | PJ | G  | E  | P  | GF | GC | Dif. | Clasificación    |
| ---- | -------------------- | ---- | -- | -- | -- | -- | -- | -- | ---- | ---------------- |
| 1    | Real Madrid C. F.    | 50   | 34 | 20 | 10 | 4  | 61 | 29 | +32  | Grupo Campeonato |
| 2    | F. C. Barcelona      | 49   | 34 | 18 | 13 | 3  | 51 | 22 | +29  | Grupo Campeonato |
| 3    | R. C. D. Español     | 43   | 34 | 17 | 9  | 8  | 52 | 30 | +22  | Grupo Campeonato |
| 4    | Sporting de Gijón    | 37   | 34 | 14 | 9  | 11 | 47 | 36 | +11  | Grupo Campeonato |
| 5    | R. C. D. Mallorca    | 36   | 34 | 14 | 8  | 12 | 42 | 46 | −4   | Grupo Campeonato |
| 6    | Real Zaragoza        | 36   | 34 | 13 | 10 | 11 | 31 | 30 | +1   | Grupo Campeonato |
| 7    | Atlético de Madrid   | 35   | 34 | 13 | 9  | 12 | 37 | 40 | −3   | Grupo Europa     |
| 8    | Real Betis           | 34   | 34 | 13 | 8  | 13 | 36 | 43 | −7   | Grupo Europa     |
| 9    | Sevilla F. C.        | 34   | 34 | 13 | 8  | 13 | 41 | 35 | +6   | Grupo Europa     |
| 10   | Real Sociedad        | 34   | 34 | 13 | 8  | 13 | 45 | 35 | +10  | Grupo Europa     |
| 11   | Real Murcia C. F.    | 32   | 34 | 13 | 6  | 15 | 31 | 43 | −12  | Grupo Europa     |
| 12   | Real Valladolid      | 31   | 34 | 11 | 9  | 14 | 31 | 32 | −1   | Grupo Europa     |
| 13   | Athletic Club        | 31   | 34 | 11 | 9  | 14 | 39 | 40 | −1   | Grupo Descenso   |
| 14   | U. D. Las Palmas     | 29   | 34 | 11 | 7  | 16 | 0  | 0  | 0    | Grupo Descenso   |
| 15   | C. A. Osasuna        | 27   | 34 | 8  | 11 | 15 | 24 | 40 | −16  | Grupo Descenso   |
| 16   | Racing de Santander  | 26   | 34 | 9  | 8  | 17 | 31 | 49 | −18  | Grupo Descenso   |
| 17   | C. E. Sabadell F. C. | 25   | 34 | 7  | 11 | 16 | 28 | 50 | −22  | Grupo Descenso   |
| 18   | Cádiz C. F.          | 23   | 34 | 8  | 7  | 19 | 22 | 42 | −20  | Grupo Descenso   |

Actualizado a los partidos jugados a fecha desconocida.
 Fuente: 
Criterios de clasificación: Puntos · Enfrentamientos directos · Diferencia de goles en enfrentamientos directos · Diferencia de goles · Goles a favor · Puntos de Fair Play

### Grupo Campeonato
| Pos. | Equipo                | Pts. | PJ | G  | E  | P  | GF | GC | Dif. | Clasificación                  |
| ---- | --------------------- | ---- | -- | -- | -- | -- | -- | -- | ---- | ------------------------------ |
| 1    | Real Madrid C. F. (C) | 66   | 44 | 27 | 12 | 5  | 84 | 37 | +47  | Clasifica a la Copa de Europa  |
| 2    | F. C. Barcelona       | 63   | 44 | 24 | 15 | 5  | 63 | 29 | +34  | Clasifica a la Copa de la UEFA |
| 3    | R. C. D. Español      | 51   | 44 | 20 | 11 | 13 | 66 | 46 | +20  | Clasifica a la Copa de la UEFA |
| 4    | Sporting de Gijón     | 45   | 44 | 16 | 13 | 15 | 58 | 50 | +8   | Clasifica a la Copa de la UEFA |
| 5    | Real Zaragoza         | 44   | 44 | 15 | 14 | 15 | 46 | 47 | −1   |                                |
| 6    | R. C. D. Mallorca     | 42   | 44 | 15 | 12 | 17 | 48 | 65 | −17  |                                |

 Fuente: BDFutbol
Criterios de clasificación: Puntos · Diferencia de goles · Goles a favor · Play-off

### Grupo Europa
| Pos. | Equipo             | Pts. | PJ | G  | E  | P  | GF | GC | Dif. | Clasificación                   |
| ---- | ------------------ | ---- | -- | -- | -- | -- | -- | -- | ---- | ------------------------------- |
| 1    | Atlético de Madrid | 47   | 44 | 18 | 11 | 15 | 58 | 54 | +4   |                                 |
| 2    | Real Sociedad      | 47   | 44 | 19 | 9  | 16 | 59 | 54 | +5   | Clasifica a la Recopa de Europa |
| 3    | Real Betis         | 45   | 44 | 18 | 9  | 17 | 61 | 59 | +2   |                                 |
| 4    | Real Valladolid    | 41   | 44 | 15 | 11 | 18 | 42 | 45 | −3   |                                 |
| 5    | Real Murcia C. F.  | 41   | 44 | 17 | 7  | 20 | 50 | 63 | −13  |                                 |
| 6    | Sevilla F. C.      | 39   | 44 | 14 | 11 | 19 | 51 | 53 | −2   |                                 |

 Fuente: BDFutbol
Criterios de clasificación: Puntos · Diferencia de goles · Goles a favor · Play-off

### Grupo Descenso
| Pos. | Equipo               | Pts. | PJ | G  | E  | P  | GF | GC | Dif. | Clasificación                           |
| ---- | -------------------- | ---- | -- | -- | -- | -- | -- | -- | ---- | --------------------------------------- |
| 1    | Athletic Club        | 42   | 44 | 15 | 12 | 17 | 51 | 50 | +1   |                                         |
| 2    | U. D. Las Palmas     | 41   | 44 | 16 | 9  | 19 | 59 | 67 | −8   |                                         |
| 3    | C. E. Sabadell F. C. | 38   | 44 | 12 | 14 | 18 | 38 | 59 | −21  |                                         |
| 4    | C. A. Osasuna        | 38   | 44 | 12 | 14 | 18 | 40 | 48 | −8   | Descenso a Segunda División (Planteado) |
| 5    | Racing de Santander  | 33   | 44 | 12 | 9  | 23 | 46 | 66 | −20  | Descenso a Segunda División (Planteado) |
| 6    | Cádiz C. F.          | 29   | 44 | 10 | 9  | 25 | 31 | 59 | −28  | Descenso a Segunda División (Planteado) |

 Fuente: BDFutbol
Criterios de clasificación: Puntos · Diferencia de goles · Goles a favor · Play-off

## Liguilla entre los tres últimos para decidir dos plazas para Primera División
| Pos. | Equipo                  | Pts. | PJ | G | E | P | GF | GC | Dif. |                               |
| ---- | ----------------------- | ---- | -- | - | - | - | -- | -- | ---- | ----------------------------- |
| 1    | C. A. Osasuna           | 3    | 2  | 1 | 1 | 0 | 3  | 1  | +2   | Permanece en Primera División |
| 2    | Cádiz C. F.             | 2    | 2  | 0 | 2 | 0 | 2  | 2  | 0    | Permanece en Primera División |
| 3    | Racing de Santander (D) | 1    | 2  | 0 | 1 | 1 | 1  | 3  | −2   | Descenso a Segunda División   |

 Fuente: [cita requerida]
Criterios de clasificación: Puntos · Penaltys anotados en las tandas · Diferencia de goles · Goles a favor · Play-off

### Desarrollo del campeonato
Buscando más ingresos en taquillas para los equipos, la Liga Nacional de Fútbol Profesional diseñó un campeonato de dos fases; la primera sería la habitual liga regular de 34 jornadas, al finalizar la cual nos dejaba al Real Madrid campeón y a Racing, Sabadell y Cádiz en descenso a Segunda, pero quedaba por disputarse aún la segunda fase del campeonato, en la que se dividen los 18 equipos en tres pequeñas ligas paralelas de seis equipos, con cinco partidos de ida y otros tantos de vuelta, diez partidos. Los puntos conseguidos en esta nueva fase se iban sumando a los acumulados por los equipos durante la primera fase, de esta forma tenemos que aunque los seis primeros clasificados lucharon por el título de liga, el duelo real fue un mano a mano entre Madrid y Barcelona en el que salieron vencedores los blancos por tres puntos, acabando también en Europa Español y Sporting de Gijón. 
En el segundo grupo, el Atlético de Madrid quedó campeón, obteniendo una plaza para el triangular que iba a ser la Copa de la Liga, con el campeón de Liga y el de Copa, Real Madrid y Real Sociedad, respectivamente. Sin embargo, la fatiga debido a la larga temporada propició que los tres equipos acordaran dar por cerrada la temporada sin disputar la competición, y replanteándose LaLiga el formato.
Donde sí hubo emoción fue en el playoff por la permanencia. El Sabadell consiguió salir de la quema durante los Play-offs en perjuicio del Osasuna, quedando finalmente para el descenso, además del equipo navarro, Racing y Cádiz. Estaba previsto el descenso de estos tres últimos, pero durante el desarrollo de esta fase la RFEF, escarmentada por el fiasco del sistema, decidió no repetir más semejante experimento y se regresaría a la liga regular de siempre para la próxima temporada (sin Playoffs ni Copa de la Liga); sin embargo, regresar a la liga de 18 equipos era volver al punto de partida en lo que a ingresos por taquillas se refería, de modo que se decidió ampliarla de 18 a 20 equipos para que, al menos, cada equipo tuviera dos ingresos más como local, a la vez que no eran aquellos diez agotadores partidos del Playoff. Manteniendo los ascensos a los tres equipos procedentes de Segunda (Valencia, Logroñés y Celta), se decidió que dos de los tres equipos descendidos mantendrían la categoría. En un principio se estipuló que descendiera solo el colista, pero el Cádiz CF reclamó la modificación de las condiciones iniciales de la competición durante su transcurso, recurso que fue aceptado. Así pues, al acabar la liga y los Play-offs, se descendieron a los tres últimos, tal y como estaba previsto desde el principio, para a continuación anunciar una liguilla de ascenso a una sola vuelta entre esos tres equipos, pues el 30 de junio que marcaba el final de temporada estaba cercano y no había fechas para más, para decidir dos plazas a Primera. Al finalizar cada uno de estos tres partidos se ejecutaría una tanda de penaltis, independientemente del marcador, por si hubiera que desempatar en caso de igualdad a puntos (se ejecutarían los diez penaltys de la tanda aunque antes ya se hubiera definido al ganador).  Finalmente fue el Racing el equipo que se quedó en Segunda al empatar 1-1 con el Cádiz (con victoria racinguista 4-3 en los penaltis), empatar el Cádiz con el Osasuna 1-1 (y victoria cadista 4-3 en los penaltis), y vencer el Osasuna 2-0 a los cántabros (no fueron necesarios los penaltis al no haber igualdad final a puntos). Estos tres partidos no se contabilizan como partidos de Primera División, sino como Promoción de Ascenso.

### Evolución de la clasificación
| Temporada regular | Temporada regular | Temporada regular | Temporada regular | Temporada regular | Temporada regular | Temporada regular | Temporada regular | Temporada regular | Temporada regular | Temporada regular | Temporada regular | Temporada regular | Temporada regular | Temporada regular | Temporada regular | Temporada regular | Temporada regular | Temporada regular | Temporada regular | Temporada regular | Temporada regular | Temporada regular | Temporada regular | Temporada regular | Temporada regular | Temporada regular | Temporada regular | Temporada regular | Temporada regular | Temporada regular | Temporada regular | Temporada regular | Temporada regular | Temporada regular | Play-off | Play-off | Play-off | Play-off | Play-off | Play-off | Play-off | Play-off | Play-off | Play-off | Play-off |
| Equipo / Jornada  | 1                 | 2                 | 3                 | 4                 | 5                 | 6                 | 7                 | 8                 | 9                 | 10                | 11                | 12                | 13                | 14                | 15                | 16                | 17                | 18                | 19                | 20                | 21                | 22                | 23                | 24                | 25                | 26                | 27                | 28                | 29                | 30                | 31                | 32                | 33                | 34                |          | 35       | 36       | 37       | 38       | 39       | 40       | 41       | 42       | 43       | 44       |
| Equipo / Jornada  |                   |                   |                   |                   |                   |                   |                   |                   |                   |                   |                   |                   |                   |                   |                   |                   |                   |                   |                   |                   |                   |                   |                   |                   |                   |                   |                   |                   |                   |                   |                   |                   |                   |                   |          |          |          |          |          |          |          |          |          |          |          |
| ----------------- | ----------------- | ----------------- | ----------------- | ----------------- | ----------------- | ----------------- | ----------------- | ----------------- | ----------------- | ----------------- | ----------------- | ----------------- | ----------------- | ----------------- | ----------------- | ----------------- | ----------------- | ----------------- | ----------------- | ----------------- | ----------------- | ----------------- | ----------------- | ----------------- | ----------------- | ----------------- | ----------------- | ----------------- | ----------------- | ----------------- | ----------------- | ----------------- | ----------------- | ----------------- | -------- | -------- | -------- | -------- | -------- | -------- | -------- | -------- | -------- | -------- | -------- |
| Real Madrid       | 2                 | 3                 | 4                 | 1                 | 1                 | 1                 | 2                 | 2                 | 3                 | 1                 | 2                 | 1                 | 1                 | 2                 | 2                 | 2                 | 2                 | 2                 | 2                 | 2                 | 2                 | 2                 | 2                 | 2                 | 2                 | 2                 | 2                 | 2                 | 2                 | 1                 | 1                 | 1                 | 1                 | 1                 |          | 1        | 1        | 1        | 1        | 1        | 1        | 1        | 1        | 1        | 1        |
| Barcelona         | 4                 | 4                 | 1                 | 2                 | 2                 | 2                 | 1                 | 1                 | 1                 | 2                 | 1                 | 2                 | 2                 | 1                 | 1                 | 1                 | 1                 | 1                 | 1                 | 1                 | 1                 | 1                 | 1                 | 1                 | 1                 | 1                 | 1                 | 1                 | 1                 | 2                 | 2                 | 2                 | 2                 | 2                 |          | 2        | 2        | 2        | 2        | 2        | 2        | 2        | 2        | 2        | 2        |
| Español           | 8                 | 6                 | 8                 | 9                 | 9                 | 6                 | 6                 | 5                 | 6                 | 4                 | 4                 | 3                 | 3                 | 3                 | 5                 | 3                 | 5                 | 3                 | 3                 | 3                 | 3                 | 3                 | 3                 | 3                 | 3                 | 3                 | 3                 | 3                 | 3                 | 3                 | 3                 | 3                 | 3                 | 3                 |          | 3        | 3        | 3        | 3        | 3        | 3        | 3        | 3        | 3        | 3        |
| Atlético          | 9                 | 8                 | 5                 | 8                 | 8                 | 7                 | 4                 | 3                 | 2                 | 3                 | 3                 | 5                 | 4                 | 5                 | 4                 | 4                 | 4                 | 5                 | 6                 | 7                 | 5                 | 5                 | 5                 | 5                 | 5                 | 6                 | 7                 | 11                | 9                 | 5                 | 4                 | 4                 | 6                 | 7                 |          | 6        | 5        | 6        | 7        | 6        | 4        | 5        | 5        | 4        | 4        |
| Real Sociedad     | 1                 | 2                 | 7                 | 7                 | 12                | 15                | 15                | 12                | 10                | 6                 | 5                 | 7                 | 9                 | 7                 | 8                 | 9                 | 11                | 12                | 11                | 11                | 10                | 11                | 11                | 11                | 11                | 9                 | 6                 | 9                 | 7                 | 9                 | 8                 | 8                 | 9                 | 8                 |          | 8        | 6        | 4        | 4        | 4        | 5        | 4        | 4        | 5        | 5        |
| Sporting          | 5                 | 9                 | 10                | 10                | 4                 | 3                 | 5                 | 4                 | 5                 | 12                | 8                 | 6                 | 5                 | 6                 | 7                 | 6                 | 7                 | 8                 | 5                 | 6                 | 8                 | 10                | 10                | 10                | 10                | 8                 | 10                | 8                 | 5                 | 4                 | 6                 | 5                 | 5                 | 4                 |          | 4        | 7        | 7        | 9        | 9        | 8        | 8        | 7        | 6        | 6        |
| Betis             | 7                 | 1                 | 3                 | 5                 | 11                | 14                | 12                | 11                | 9                 | 5                 | 6                 | 4                 | 7                 | 9                 | 10                | 8                 | 8                 | 9                 | 8                 | 8                 | 6                 | 6                 | 6                 | 6                 | 6                 | 7                 | 8                 | 6                 | 10                | 8                 | 10                | 10                | 10                | 10                |          | 10       | 9        | 8        | 6        | 7        | 7        | 7        | 8        | 8        | 7        |
| Zaragoza          | 6                 | 7                 | 9                 | 15                | 13                | 10                | 7                 | 9                 | 13                | 14                | 14                | 14                | 13                | 11                | 13                | 10                | 12                | 13                | 13                | 12                | 12                | 14                | 14                | 15                | 14                | 13                | 12                | 12                | 12                | 12                | 9                 | 9                 | 8                 | 5                 |          | 5        | 4        | 5        | 5        | 5        | 6        | 6        | 6        | 7        | 8        |
| Athletic          | 15                | 13                | 13                | 12                | 7                 | 8                 | 11                | 8                 | 11                | 7                 | 11                | 8                 | 6                 | 4                 | 3                 | 5                 | 3                 | 4                 | 4                 | 4                 | 4                 | 4                 | 4                 | 4                 | 4                 | 4                 | 4                 | 4                 | 8                 | 11                | 12                | 13                | 11                | 12                |          | 12       | 11       | 11       | 10       | 10       | 10       | 10       | 10       | 12       | 9        |
| Mallorca          | 11                | 11                | 6                 | 3                 | 6                 | 4                 | 3                 | 7                 | 4                 | 8                 | 9                 | 12                | 8                 | 8                 | 6                 | 7                 | 6                 | 6                 | 7                 | 5                 | 7                 | 8                 | 7                 | 8                 | 7                 | 5                 | 5                 | 5                 | 4                 | 6                 | 5                 | 6                 | 4                 | 6                 |          | 7        | 8        | 9        | 8        | 8        | 9        | 9        | 9        | 11       | 10       |
| Murcia            | 13                | 18                | 18                | 17                | 18                | 18                | 18                | 18                | 18                | 17                | 18                | 16                | 16                | 14                | 15                | 15                | 15                | 15                | 17                | 14                | 14                | 13                | 13                | 12                | 12                | 12                | 13                | 13                | 13                | 13                | 13                | 11                | 13                | 11                |          | 13       | 13       | 14       | 14       | 14       | 15       | 14       | 14       | 14       | 11       |
| Las Palmas        | 3                 | 5                 | 2                 | 4                 | 5                 | 9                 | 13                | 13                | 15                | 13                | 13                | 13                | 14                | 12                | 14                | 11                | 13                | 14                | 14                | 15                | 15                | 15                | 12                | 13                | 15                | 16                | 17                | 15                | 17                | 15                | 14                | 14                | 14                | 14                |          | 14       | 14       | 13       | 13       | 13       | 13       | 12       | 12       | 10       | 12       |
| Valladolid        | 14                | 10                | 11                | 6                 | 3                 | 5                 | 8                 | 6                 | 7                 | 9                 | 12                | 9                 | 10                | 10                | 9                 | 12                | 9                 | 7                 | 10                | 10                | 11                | 9                 | 9                 | 9                 | 9                 | 11                | 11                | 10                | 11                | 10                | 11                | 12                | 12                | 13                |          | 11       | 12       | 12       | 12       | 11       | 11       | 11       | 11       | 9        | 13       |
| Sevilla           | 16                | 17                | 15                | 14                | 15                | 11                | 14                | 14                | 12                | 11                | 7                 | 10                | 11                | 13                | 11                | 13                | 10                | 10                | 9                 | 9                 | 9                 | 7                 | 8                 | 7                 | 8                 | 10                | 9                 | 7                 | 6                 | 7                 | 7                 | 7                 | 7                 | 9                 |          | 9        | 10       | 10       | 11       | 12       | 12       | 13       | 13       | 13       | 14       |
| Sabadell          | 12                | 14                | 14                | 13                | 17                | 17                | 17                | 17                | 17                | 18                | 17                | 18                | 18                | 18                | 18                | 18                | 18                | 18                | 18                | 18                | 18                | 18                | 18                | 18                | 18                | 18                | 18                | 18                | 18                | 18                | 18                | 17                | 17                | 17                |          | 17       | 17       | 16       | 16       | 16       | 16       | 15       | 15       | 15       | 15       |
| Osasuna           | 10                | 12                | 12                | 11                | 14                | 12                | 9                 | 15                | 14                | 15                | 15                | 15                | 15                | 16                | 16                | 16                | 16                | 16                | 15                | 16                | 17                | 17                | 17                | 17                | 17                | 17                | 15                | 16                | 14                | 14                | 15                | 15                | 16                | 15                |          | 15       | 15       | 15       | 15       | 15       | 14       | 16       | 16       | 16       | 16       |
| Racing            | 17                | 15                | 16                | 18                | 16                | 16                | 16                | 16                | 16                | 16                | 16                | 17                | 17                | 17                | 17                | 17                | 17                | 17                | 16                | 17                | 16                | 16                | 15                | 14                | 13                | 15                | 16                | 17                | 15                | 16                | 16                | 16                | 15                | 16                |          | 16       | 16       | 17       | 17       | 17       | 17       | 17       | 17       | 17       | 17       |
| Cádiz             | 18                | 16                | 17                | 16                | 10                | 13                | 10                | 10                | 8                 | 10                | 10                | 11                | 12                | 15                | 12                | 14                | 14                | 11                | 12                | 13                | 13                | 12                | 16                | 16                | 16                | 14                | 14                | 14                | 16                | 17                | 17                | 18                | 18                | 18                |          | 18       | 18       | 18       | 18       | 18       | 18       | 18       | 18       | 18       | 18       |
| Temporada regular | Temporada regular | Temporada regular | Temporada regular | Temporada regular | Temporada regular | Temporada regular | Temporada regular | Temporada regular | Temporada regular | Temporada regular | Temporada regular | Temporada regular | Temporada regular | Temporada regular | Temporada regular | Temporada regular | Temporada regular | Temporada regular | Temporada regular | Temporada regular | Temporada regular | Temporada regular | Temporada regular | Temporada regular | Temporada regular | Temporada regular | Temporada regular | Temporada regular | Temporada regular | Temporada regular | Temporada regular | Temporada regular | Temporada regular | Temporada regular | Play-off | Play-off | Play-off | Play-off | Play-off | Play-off | Play-off | Play-off | Play-off | Play-off | Play-off |

## Resultados

### Temporada regular
| Local \ Visitante    | ATH | ATM | BAR | BET | CAD | ESP | LAS | MLL | MUR | OSA | RAC | RMA | RSO | SAB | SEV | SPO | VLD | ZAR |
| -------------------- | --- | --- | --- | --- | --- | --- | --- | --- | --- | --- | --- | --- | --- | --- | --- | --- | --- | --- |
| Athletic Club        | —   | 3–0 | 2–2 | 0–0 | 0–0 | 2–1 | 3–0 | 2–1 | 2–0 | 4–1 | 1–2 | 1–2 | 1–1 | 4–2 | 0–1 | 0–0 | 1–0 | 1–0 |
| Atlético de Madrid   | 2–0 | —   | 0–4 | 1–1 | 2–0 | 1–1 | 1–1 | 3–1 | 2–0 | 1–0 | 0–1 | 1–1 | 1–0 | 1–1 | 0–2 | 1–0 | 1–0 | 2–1 |
| F. C. Barcelona      | 4–1 | 1–1 | —   | 2–0 | 2–0 | 1–0 | 4–0 | 3–1 | 2–0 | 4–2 | 2–0 | 3–2 | 1–0 | 3–1 | 1–0 | 0–4 | 3–0 | 0–0 |
| Real Betis           | 0–0 | 2–1 | 0–1 | —   | 4–1 | 2–0 | 3–1 | 1–0 | 3–1 | 0–0 | 2–0 | 2–6 | 1–0 | 1–0 | 0–0 | 1–0 | 2–1 | 0–1 |
| Cádiz C. F.          | 1–0 | 0–1 | 0–1 | 1–1 | —   | 0–2 | 1–2 | 1–0 | 0–1 | 0–0 | 3–0 | 0–0 | 1–0 | 3–1 | 2–0 | 2–0 | 1–1 | 0–1 |
| R. C. D. Español     | 2–1 | 2–1 | 1–1 | 3–1 | 1–0 | —   | 3–1 | 3–1 | 2–0 | 1–0 | 2–0 | 0–0 | 2–2 | 3–1 | 5–1 | 0–0 | 1–0 | 2–0 |
| U. D. Las Palmas     | 2–1 | 2–1 | 0–0 | 0–0 | 5–0 | 3–2 | —   | 3–0 | 1–1 | 2–0 | 3–2 | 0–1 | 0–1 | 0–0 | 2–1 | 3–4 | 2–0 | 1–1 |
| R. C. D. Mallorca    | 1–1 | 4–3 | 1–1 | 3–1 | 0–1 | 1–1 | 4–0 | —   | 1–0 | 0–0 | 3–1 | 1–0 | 1–0 | 1–0 | 1–1 | 1–0 | 3–2 | 2–0 |
| Real Murcia C. F.    | 2–0 | 2–1 | 1–0 | 3–0 | 1–0 | 1–4 | 1–0 | 2–0 | —   | 0–0 | 2–1 | 1–3 | 1–2 | 2–0 | 2–1 | 2–0 | 1–0 | 1–2 |
| C. A. Osasuna        | 0–1 | 0–2 | 0–2 | 2–1 | 3–0 | 1–0 | 2–1 | 0–0 | 0–0 | —   | 2–0 | 1–0 | 1–3 | 1–1 | 1–1 | 0–2 | 1–0 | 1–0 |
| Racing de Santander  | 2–1 | 1–1 | 0–0 | 2–0 | 2–1 | 1–3 | 1–0 | 1–2 | 1–1 | 1–1 | —   | 0–0 | 1–0 | 3–0 | 2–0 | 1–2 | 0–0 | 1–2 |
| Real Madrid C. F.    | 2–4 | 4–1 | 1–1 | 3–0 | 2–1 | 1–0 | 1–1 | 3–0 | 1–0 | 2–1 | 3–0 | —   | 1–0 | 4–0 | 2–1 | 2–2 | 2–1 | 3–1 |
| Real Sociedad        | 2–1 | 0–1 | 1–1 | 1–0 | 4–0 | 3–3 | 2–1 | 7–1 | 1–1 | 2–0 | 1–1 | 0–2 | —   | 4–1 | 0–2 | 2–1 | 1–2 | 1–0 |
| C. E. Sabadell F. C. | 0–0 | 0–2 | 1–1 | 1–1 | 1–0 | 1–1 | 1–0 | 1–3 | 1–0 | 3–1 | 1–1 | 0–1 | 2–2 | —   | 2–2 | 0–0 | 1–0 | 1–0 |
| Sevilla F. C.        | 3–1 | 3–0 | 0–0 | 1–2 | 0–0 | 1–0 | 1–0 | 2–1 | 4–0 | 1–1 | 2–0 | 0–1 | 1–1 | 0–1 | —   | 3–0 | 2–1 | 3–0 |
| Sporting de Gijón    | 2–0 | 1–1 | 0–0 | 3–0 | 2–1 | 0–1 | 1–2 | 2–2 | 4–1 | 3–0 | 2–1 | 2–2 | 0–1 | 2–1 | 3–1 | —   | 3–1 | 1–0 |
| Real Valladolid      | 2–0 | 0–0 | 0–0 | 2–1 | 1–1 | 1–0 | 2–1 | 0–1 | 4–0 | 1–1 | 2–0 | 1–1 | 1–0 | 1–0 | 1–0 | 2–0 | —   | 1–1 |
| Real Zaragoza        | 0–0 | 1–0 | 2–0 | 2–3 | 1–0 | 0–0 | 2–1 | 0–0 | 0–0 | 1–0 | 4–1 | 2–2 | 1–0 | 2–1 | 2–0 | 1–1 | 0–0 | —   |

### Play-off por el título
| Local \ Visitante | BAR | ESP | MLL | RMA | SPO | ZAR |
| ----------------- | --- | --- | --- | --- | --- | --- |
| F. C. Barcelona   | —   | 2–1 | 1–0 | 2–1 | 2–0 | 3–2 |
| R. C. D. Español  | 0–0 | —   | 5–0 | 2–3 | 2–1 | 2–1 |
| R. C. D. Mallorca | 0–1 | 1–0 | —   | 0–4 | 1–1 | 2–2 |
| Real Madrid C. F. | 0–0 | 2–2 | 3–0 | —   | 4–0 | 2–1 |
| Sporting de Gijón | 1–0 | 4–0 | 1–1 | 0–1 | —   | 1–1 |
| Real Zaragoza     | 2–1 | 2–0 | 1–1 | 1–3 | 2–2 | —   |

### Play-off Copa de la Liga
| Local \ Visitante  | ATM | BET | MUR | RSO | SEV | VLD |
| ------------------ | --- | --- | --- | --- | --- | --- |
| Atlético de Madrid | —   | 3–2 | 4–2 | 5–1 | 2–0 | 0–1 |
| Real Betis         | 2–1 | —   | 5–0 | 5–1 | 1–2 | 3–2 |
| Real Murcia C. F.  | 1–2 | 3–2 | —   | 4–0 | 2–0 | 4–1 |
| Real Sociedad      | 2–1 | 2–1 | 2–1 | —   | 2–1 | 2–0 |
| Sevilla F. C.      | 2–2 | 1–3 | 2–2 | 1–1 | —   | 1–2 |
| Real Valladolid    | 1–1 | 1–1 | 2–0 | 0–1 | 1–0 | —   |

### Play-off Descenso
| Local \ Visitante    | ATH | CAD | LAS | OSA | RAC | SAB |
| -------------------- | --- | --- | --- | --- | --- | --- |
| Athletic Club        | —   | 1–0 | 4–1 | 0–2 | 3–1 | 1–1 |
| Cádiz C. F.          | 1–1 | —   | 2–4 | 1–0 | 2–1 | 0–0 |
| U. D. Las Palmas     | 1–2 | 2–1 | —   | 1–1 | 3–2 | 1–1 |
| C. A. Osasuna        | 0–0 | 3–2 | 4–0 | —   | 4–0 | 0–1 |
| Racing de Santander  | 2–0 | 3–0 | 1–3 | 1–1 | —   | 4–0 |
| C. E. Sabadell F. C. | 1–0 | 2–0 | 1–2 | 2–1 | 1–0 | —   |

- Copa de Europa: Real Madrid

- Recopa de Europa: Real Sociedad

- Copa UEFA: Sporting de Gijón, FC Barcelona, RCD Español.
- Descensos: Para decidir el equipo que descendía, se celebró un play-off triangular entre los tres últimos clasificados de la eliminatoria de los seis últimos equipos (Osasuna, Cádiz y Racing Santander). Descendió el Racing.
- Ascensos: Valencia CF, CD Logroñés y Celta de Vigo

## Máximos goleadores (Trofeo Pichichi)
Hugo Sánchez logró por tercer año consecutivo el Trofeo Pichichi del Diario Marca al máximo goleador de la Primera División.
| Pos. | Jugador           | Equipo      | Goles |
| ---- | ----------------- | ----------- | ----- |
| 1º   | Hugo Sánchez      | Real Madrid | 34    |
| 2º   | Gary Lineker      | Barcelona   | 20    |
| 3º   | Enrique Magdaleno | Mallorca    | 19    |
| 4º   | Gabriel Calderón  | Real Betis  | 18    |
| 5º   | Jorge Contreras   | Las Palmas  | 17    |
|      | Pichi Alonso      | Español     | 17    |